# Aanslagen in Kaduna op 17 juni 2012
Op 17 juni 2012 vonden aanslagen plaats op drie kerken in de staat Kaduna in Nigeria. Hierbij vielen 19 doden. Een van de drie aanslagen was in de hoofdstad Kaduna, de twee anderen op het 'platteland'. Het bestuur van de staat stelde Boko Haram verantwoordelijk voor de aanslagen. Het was een van de vele aanslagen in het shariaconflict in Nigeria.